# Сибірська вугільна енергетична компанія
Сибірська вугільна енергетична компанія (СУЭК) — найбільша російська вугільна компанія. Повне найменування — Товариство з обмеженою відповідальністю «Сибірська вугільна енергетична компанія» (АТ «СВЕК»). Штаб-квартира в Москві.

## Діяльність

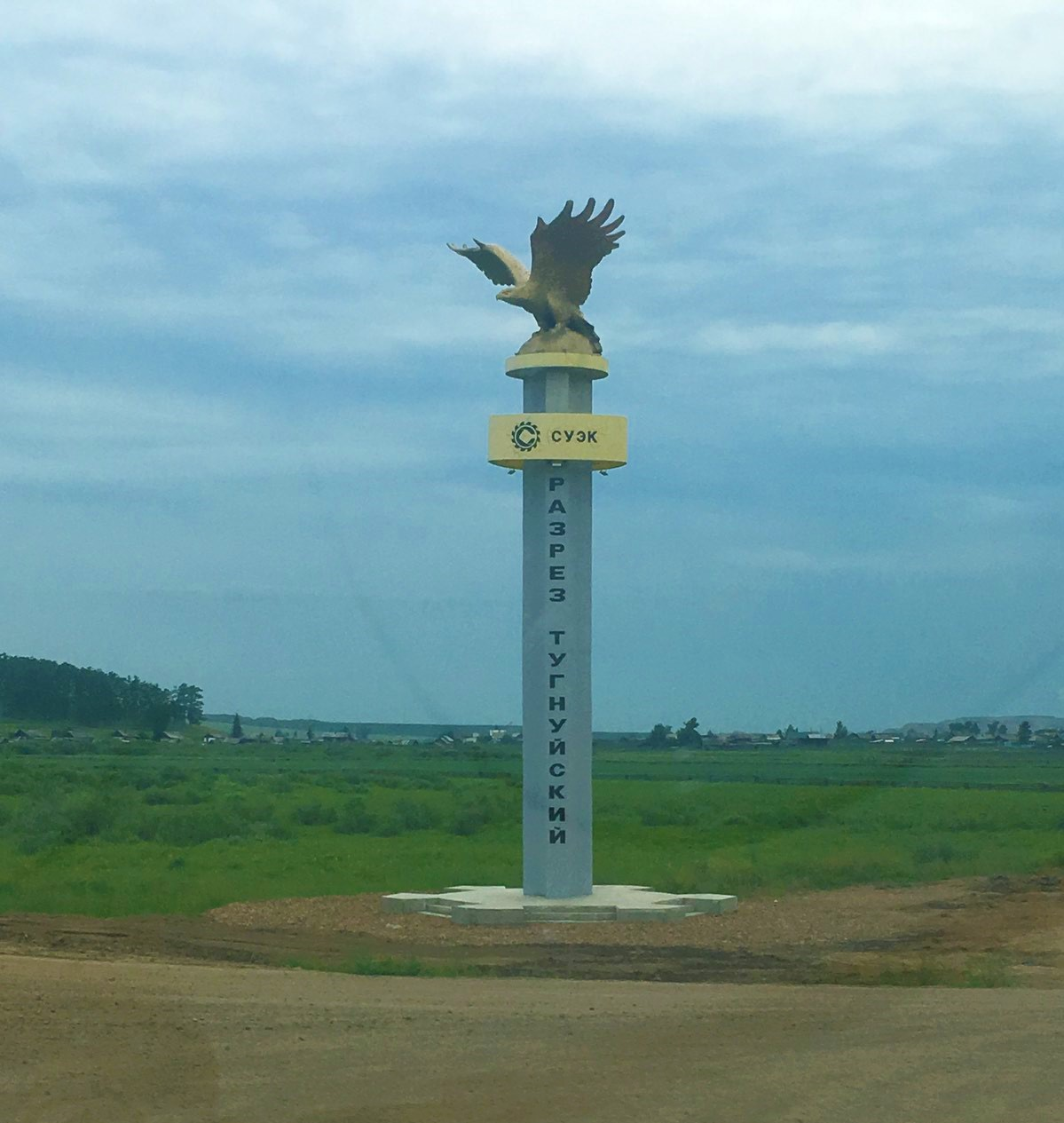
Стелла при в'їзді на розріз Тугнуйскій

САЕК об'єднує 14 шахт і 12 розрізів в Сибіру і на Далекому Сході, які видобувають близько 28% вугілля в Росії. Зокрема, компанії належать Бородинський, Назаровський, Березовський вугільні розрізи в Красноярському краї, вуглевидобувні підприємства в Кузбасі, Хакасії, Бурятії, Примор'ї, Забайкаллі, Хабаровському краї. У СВЕК також входять ремонтні, сервісні, транспортні підприємства, збутові та науково-дослідницькі компанії, Ванинский балкерний термінал.
САЕК володіє пакетом акцій Мурманського морського торгового порту.
САЕК поставляє приблизно 27% експорту російського вугілля. Частка СВЕК в світовому експорті вугілля — 5%.
САЕК — шоста в світі компанія з доведеними запасами вугілля — 5,5 млрд тонн.
Щорічні обсяг інвестицій в розвиток — понад 20 млрд рублів.
Компанія — один з найбільших благодійників і соціальних інвесторів в Росії. Соціальними програмами і проектами охоплено 48 міст і селищ Росії.